# Massimo Tataranni
Massimo Tataranni (Matera, 25 giugno 1978) è un hockeista su pista e allenatore di hockey su pista italiano, attaccante e allenatore dell'Hockey Club Amatori Vercelli.

## Carriera
Dopo aver disputato le giovanili nell'altra squadra della sua città (Hockey Pattinaggio Matera) con promettenti ed ottimi giocatori dell'hockey italiano, quali Daniele Persia, Adriano Miriello e Mario Lamacchia, debutta in Serie A2 nel 1996  con il Matera sponda RARO, vincendo per due campionati consecutivi la stecca d'oro come miglior cannoniere della Serie A2.
Nel 1998 debutta in Serie A1 con la Scandianese, prima di passare al Novara dove nella stagione 1999-2000 vince uno scudetto, una Coppa Italia ed una Coppa di Lega.
Dopo due anni al Prato, con cui vince un'altra Coppa di Lega, passa per altri due anni al Follonica, e nel 2004 è al Bassano prima di tornare per altri due anni al Prato.
Nel 2007 si trasferisce al Trissino, vincendo la stecca d'oro della Serie A1 e nel 2009 passa al Marzotto Valdagno, con cui nella stagione 2009-2010 vince uno scudetto ed un'altra stecca d'oro, e nei due anni successivi vince due Supercoppe italiane.
Nella stagione 2011-2012 è nuovamente campione d'Italia con il Marzotto Valdagno.
Nella stagione 2012-2013 si trasferisce all'Amatori Lodi, ma nella successiva torna a Valdagno.
Nel gennaio 2015, in seguito all'apertura del mercato invernale, torna nella sua città natale per indossare nuovamente la casacca della Pattinomania Matera.
Il 5 gennaio 2015 all'esordio con la nuova maglia, nella gara interna contro il Sarzana, mette a segno sei reti, dando così un contributo significativo alla vittoria della sua squadra. Pochi giorni dopo, nella vittoria per 6-3, sempre in casa contro il Breganze, si rende di nuovo protagonista mettendo a segno una tripletta.
Inizialmente confermato dal Matera per la stagione 2015-2016, nel settembre 2015 rescinde il contratto con la squadra della sua città natale e dopo 11 stagioni torna a vestire la casacca del Bassano.

## Palmarès

### Club

#### Competizioni nazionali
- Campionato italiano: 3

Novara: 1999-2000
Valdagno: 2009-2010, 2011-2012
- Coppa Italia: 1

Novara: 1999-2000
- Coppa di Lega: 2

Novara: 1999-2000
Prato Primavera: 2001-2002
- Supercoppa italiana: 2

Valdagno: 2010, 2011

### Nazionale
- Campionato europeo: 1

Alcobendas 2014

### Individuale
- Capocannoniere della Serie A/A1 (Stecca d'oro): 5

Trissino: 2008 (54 gol)
Valdagno: 2010 (63 gol), 2014 (69 gol), 2015 (71 gol), 2018 (50 gol)